# Kildalton Church

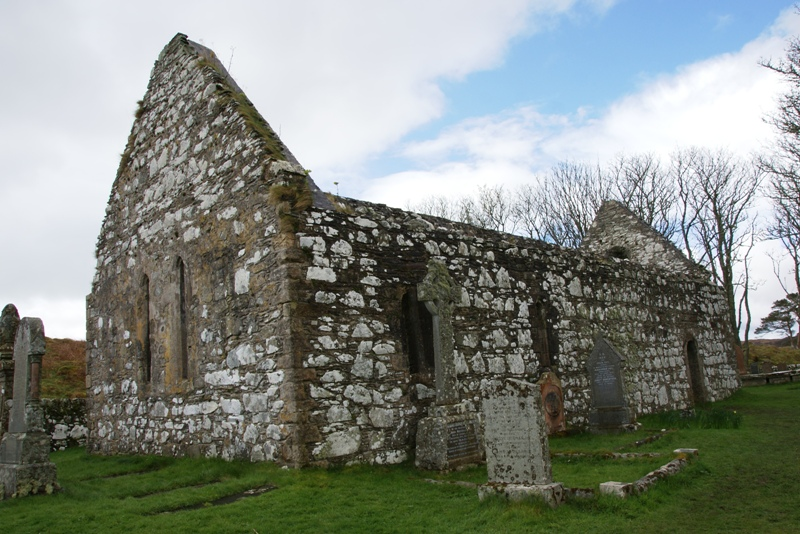
Kildalton Church gezien vanuit het noordoosten.

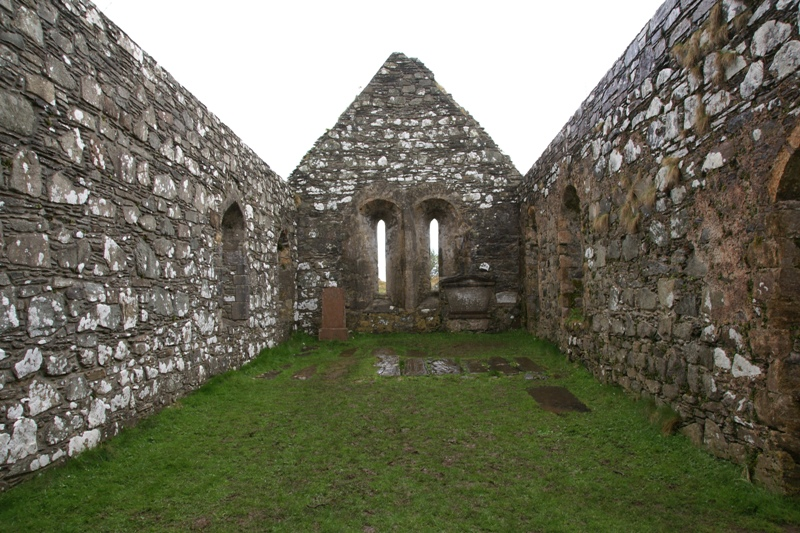
Het koor gezien vanuit het schip.

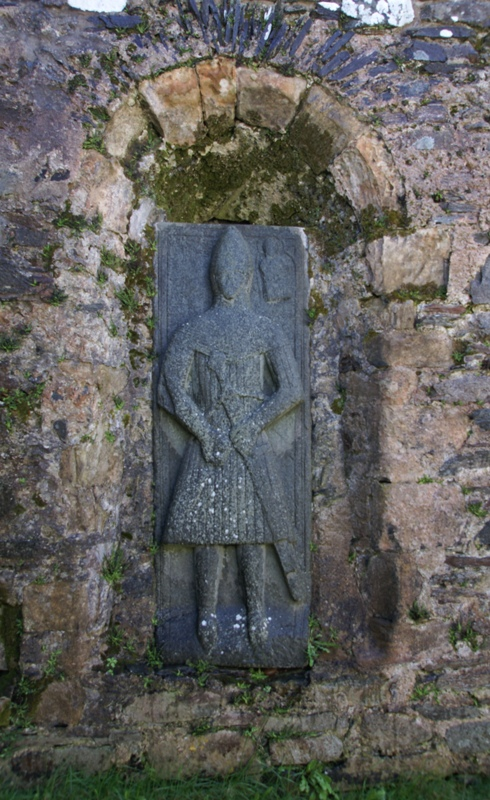
Gisant gemaakt in de stijl van de Iona-school.

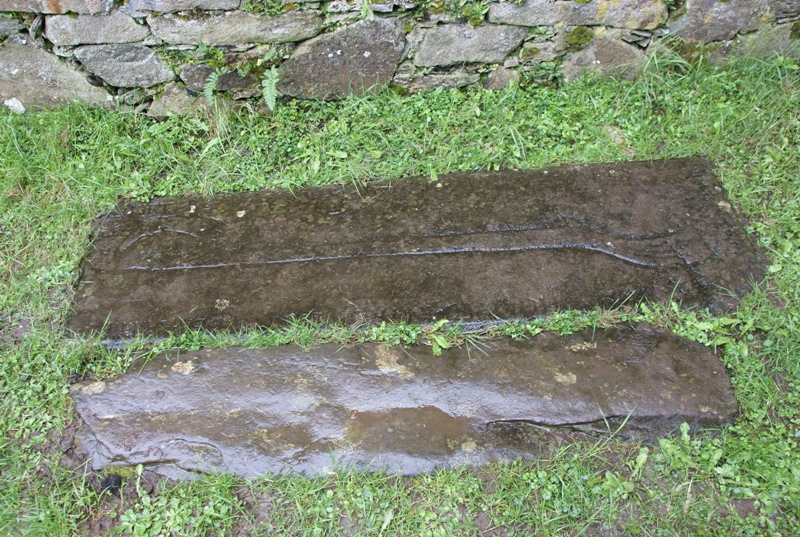
Grafsteen uit 1696 met een afbeelding van een sportgeweer met linksboven een kruithoorn.

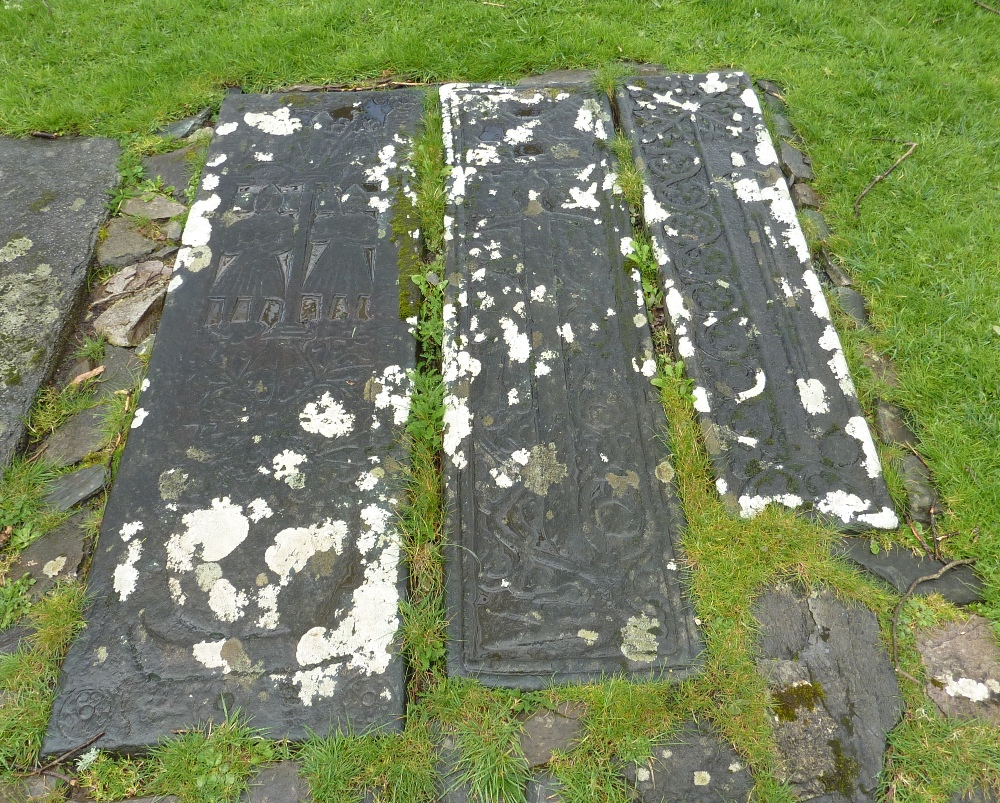
Middeleeuwse grafstenen in verschillende stijlen, met van links naar rechts: Oronsay-school, Loch Sween-school en Iona-school.

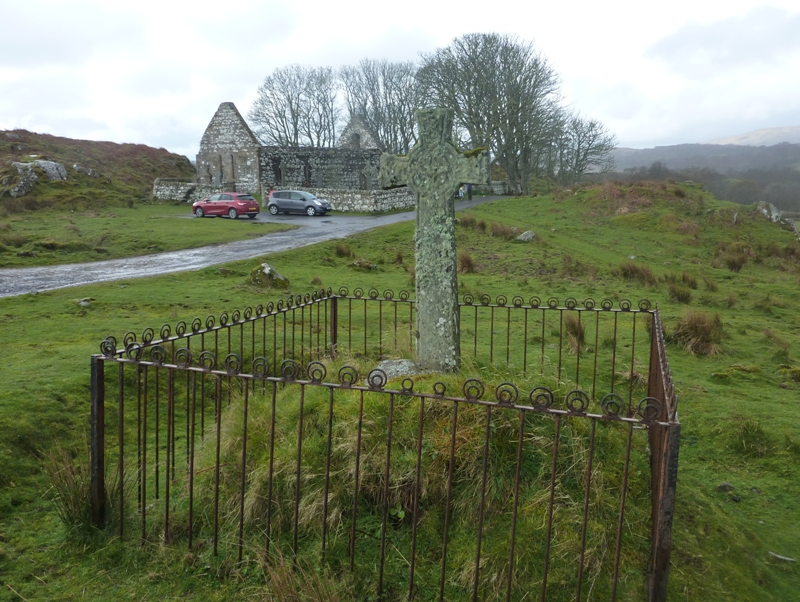
Het Thief's Cross, dat dateert van voor 1500, staat aan de overzijde van de weg.

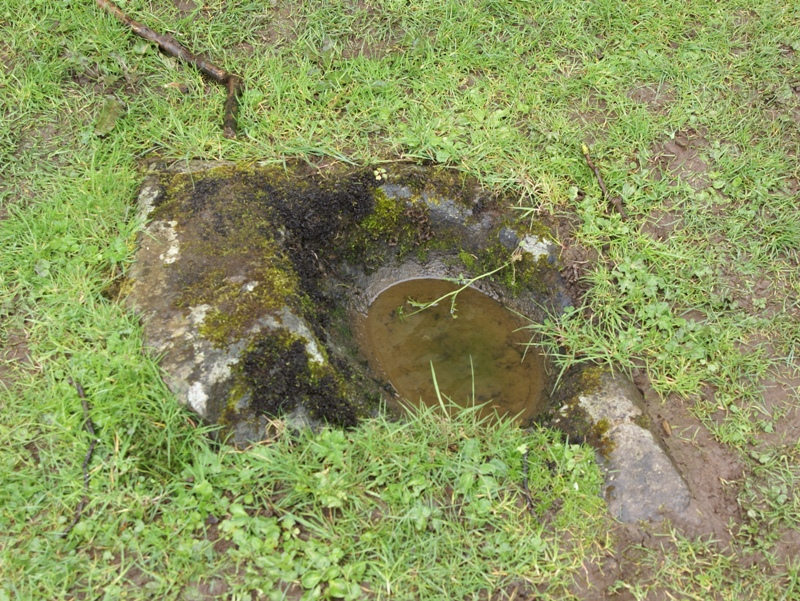
De wijwaterkom of wellicht doopvont zou volgens lokale traditie nooit opdrogen.

Kildalton Church, ook wel Kildalton Chapel en Kildalton Old Parish Church genoemd, is (de ruïne van) een laattwaalfde-eeuwse of vroegdertiende-eeuwse kerk, acht kilometer ten oostnoordoosten van Port Ellen gelegen op het noordoostelijke deel van Islay in de Schotse regio Argyll and Bute. Bij de kerk staat het Kildalton Cross.

## Naamgeving
Kildalton is afgeleid van het Schots-Gaelische Cill'Dalton, dat Kerk van het Pleegkind of de Discipel betekent. De discipel in kwestie is Johannes de evangelist.

## Geschiedenis
Er was vrijwel zeker een abdij gevestigd waar Kildalton Church staat, al zijn er geen bewijzen voor gevonden. De oudste referentie in de archieven dateert uit 1425; het kerkgebouw is echter ouder. Op basis van de architectuur kan gesteld worden dat Kildalton Church dateert uit de late twaalfde eeuw of de vroege dertiende eeuw.
De kerk was gewijd aan Johannes de Evangelist.
De kerk maakte deel uit van de parochie van Kildalton. De parochie van Kildalton stamt uit de Middeleeuwen en viel onder het bisdom van de Eilanden.
Kildalton Church bleef in gebruik als parochiekerk tot ver na de Reformatie van circa 1560. In 1651 lag er een voorstel om de diensten te verplaatsen naar Kilbride nabij Port Ellen, dat echter geen doorgang vond. De kerk werd pas verlaten aan het eind van de zeventiende eeuw getuige een document dat dateert uit 1794 waarin melding werd gemaakt van het feit dat het toen ongeveer een eeuw geleden was dat de kerk voor het laatst voor de eredienst werd gebruikt. Dat de kerk verlaten werd, was vermoedelijk te wijten aan het feit dat de mensen wegtrokken naar andere delen van het eiland, naar Ardbeg en Lagavulin.
Aan het einde van de achttiende eeuw waren de muren nog intact, maar was het dak verdwenen. In 1925 en in 1973-1974 werd de ruïne geconsolideerd en werden de bovenste delen van de muren gerestaureerd.

## Bouw

### Kerk
Kildalton Church heeft een simpele, rechthoekige plattegrond en is oost-westelijk georiënteerd. De interne afmetingen zijn 17,3 meter bij 5,7 meter. De muren zijn circa 0,9 meter dik.
Om de kerk ligt een begraafplaats met daaromheen een negentiende-eeuwse ommuring.
Aan de westzijde bevonden zich twee schuin tegenover elkaar bevindende deuren met ronde bogen. De deurposten zijn bij restauraties aan het begin van de twintigste eeuw verstevigd met beton. Bij de deuren bevinden zich uitsparingen in de muur die hoogstwaarschijnlijk dienden voor houten balken waarmee de deuren vergrendeld konden worden.
Het oostelijke deel van de kerk is voorzien van zes langwerpige ramen met kozijnen van zandsteen, afkomstig uit Kintyre. Twee bevinden zich in de oostelijke muur achter het altaar. In zowel de noordelijke als de zuidelijke muur bevinden zich eveneens twee ramen. In de westmuur bevindt zich een, zwaar gerestaureerd, relatief groot raam met een gebogen bovenzijde.
De kerk was vermoedelijk tot de Reformatie voorzien van een houten scherm dat het koor afschermde van het schip. In de noordelijke muur van het koor bevindt zich een kast in de muur (aumbry) die gebruikt werd om de monstrans en andere kerkelijke voorwerpen op te bergen. In de zuidelijke muur van het koor bevindt zich een geërodeerd waterbassin (piscina). Gezien de hoogte van dit bassin kan worden gesteld dat de originele vloer van het koor 0,5-0,6 meter lager moet hebben gelegen dan in de eenentwintigste eeuw.

### Kruisen en grafstenen
Op de begraafplaats bij de kerk staat het achtste-eeuwse Kildalton Cross. Dit High Cross is aan beide zijden rijkelijk bewerkt en is voorzien van Bijbelse voorstellingen.
Aan de weg tegenover de kerk staat een laatmiddeleeuws kruis genaamd het Thief's Cross.
Naast deze twee kruisen zijn er 23 middeleeuwse grafstenen gedocumenteerd in en om Kildalton Church. De meest gevolgde nummering ter identificering van de grafstenen en -kruisen is die van R.C. Graham, gepubliceerd in zijn boek Carved Stones of Islay. Kildalton Cross is gedocumenteerd als Graham no. 79; het Thief's Cross als Graham no 80.
De twee kruisen zijn beide gemaakt in de stijl van de Iona-school. De middeleeuwse grafstenen zijn, in zoverre een stijl kon worden vastgesteld, gemaakt in de stijlen van de Iona-school (3 exemplaren), de Loch Sween-school, (4 exemplaren), de Oronsay-school (1 exemplaar) en de Loch Awe-school (1 exemplaar). Dat op deze plaats vier van de vijf verschillende stijlen worden aangetroffen, is een indicatie dat het eiland Islay een belangrijke rol speelde in het politieke leven van het westen van Schotland in de Middeleeuwen.
Twee van de grafstenen in de stijl van de Iona-school zijn gisanten van een man in wapenuitrusting. De ene is ingebouwd in de zuidmuur van de kerk (Graham no. 86), de ander ligt in de vloer van de kerk (Graham no. 90). De in de muur ingemetselde gisant heeft de inscriptie: HIC IAC/ET IMAR (Hier ligt Imar). De liggende gisant heeft als bijzonderheid dat de man is afgebeeld met zijn hoofd op een kussen. Deze laatste grafsteen, daterende uit de periode 1500-1560, heeft een inscriptie: [HIC] IACET [...] ALANI [S]ORLETI / MA[C]CEAIN (Hier ligt... zoon van Alan, zoon van Somerled MacIan).
De grafsteen in de stijl van de Oronsay-school (Graham no. 101), daterend uit de periode 1500-1560, toont twee mannen in wapenuitrusting met eronder een versierd kruis en een galei met gespreide zeilen. De geërodeerde inscriptie aan de zijkant van de grafsteen leest: HIC IACET / IOHANNES (Hier ligt Johannes...). Deze steen ligt op de begraafplaats ten zuidwesten van het kerkgebouw.
De meeste andere grafstenen hebben een afbeelding van een zwaard of een kruis, versierd met dierlijke of plantaardige figuren. Eén grafsteen, gelegen in de kerk, is voorzien van een primitief kruis in reliëf (Graham no. 88) en is zeer waarschijnlijk vroegmiddeleeuws. Een andere grafsteen (Graham no. 93), gelegen aan de westzijde in de kerk, is ter herinnering aan Charles MacArthur van Proaig, die op 15 februari 1696 overleed. Zijn grafsteen toont een afbeelding van een sportgeweer geflankeerd van een afbeelding van een hond en een kruithoorn.

### Thief's Cross
Het Thief's Cross (Dievenkruis), ook wel Kildalton Small Cross (Kleine Kildalton Kruis) genoemd, is een vrijstaand keltisch kruis dat zo'n 45 meter ten noordoosten van de begraafplaats naast de weg staat. Het kruis is een van de twee kruisen die van de op zijn minst twaalf kruisen op Islay nog intact is. Hoogstwaarschijnlijk staat dit kruis nog op zijn oorspronkelijke positie.
Het kruis staat op een artificiële steenheuvel omringd door een greppel en een aarden bank. Het kruis steekt 1,97 meter uit boven de steenheuvel. Het kruis werd gemaakt ergens in de periode 1350-1500.
Zowel de bovenste deel van de oostzijde als van de westzijde van het kruis vertonen geometrische patronen. De patronen op de oostzijde zijn vergelijkbaar met die op grafstenen van het eiland Man uit de tiende en elfde eeuw. De schacht heeft enkel wat versieringen aan de zijkanten. Dit zou erop kunnen duiden dat het kruis wellicht niet is afgemaakt. Het kruis is gemaakt in de stijl van de Iona-school en wordt door Steer & Bannerman geclassificeerd als een klasse III in deze stijl.
Kruisen als het Thief's Cross werden opgericht door rijkere leden van de samenleving om hun vroomheid te laten zien of als getuigenis van de Kruisiging. De naam Thief's Cross komt van het idee dat het kruis zou zijn opgericht voor een crimineel die niet op de begraafplaats mocht worden begraven.

## Folklore
Aan de noordzijde van de kerk bevindt zich een stenen wijwaterkom of doopvont. Volgens een lokale legende droogt deze kom nooit op, zelfs niet in het meest droge seizoen.